# Alexandra David-Néel
Alexandra David-Néel (Louise Eugénie Alexandrine Marie David, den 24. oktober 1868 i Saint-Mandé i departementet Val-de-Marne nær Paris i Frankrig – 8. september 1969 i Digne-les-Bains, Sydfrankrig) var en belgisk-fransk forfatterinde som er mest kendt for sin eventyrlige rejse i 1924 til Lhasa, Tibets hovedstad. Lhasa var dengang forbudt som rejsemål for vesterlændinge. I sit lange liv skrev hun over tredive bøger om orientalsk religion og filosofi. Hendes rejse til Tibet er beskrevet i rejseskildringen Voyage d'une Parisienne à Lhassa (1927). Bogen udgaves i dansk oversættelse med titlen 'OVER ALLE BJERGE TIL LHASSA' Westermann København 1945.